# Кумите
Кумите (組手) значи спаринг, и један је од три главна дела карате тренинга, заједно са катом и кихоном. Кумите је део каратеа у ком се тренира наспрам противника, користећи технике научене у кихону и кати.
Кумите се може користити за развој одређене технике или вештине (нпр. ефикасно одређивање и подешавање удаљености од противника) или се може радити на такмичењу.

## Врсте
С обзиром да се реч кумите односи на све врсте спаринга, покрива широку лепезу активности. У традиционалном Шотокан каратеу, први ниво кумитеа за почетнике је 'кихон кумите'. За вежбу је потребно двоје каратека. када се пар поклони, каратека који напада се повлачи у зенкуцу дачи (предњи став) док изводи гедан бараи и најављује јасно и гласно напад. Први тип је 'џодан' (високи ниво), где ће они на крају извести високи ои-зуки. Партнер мора онда реаговати тако што ће искорачити назад и извести аге-уке како би блокирао напад. Ово се понавља до петог ои-зукија, када онај који се брани изводи мањи контра напад у форми ђаку-зукија. Од њега се са контром такође очекује и кијај.
Овим се завршава једна секвенца. У следећем кораку се каратеке враћају у јои став (у неким асоцијацијама се контра нападач помера напред у јои, а у неким назад) и онај који се малопре бранио сада напада понављајући исти редослед.
Други тип кихон кумитеа је 'чудан' (средњи ниво). Разлика је у томе што ои-зуки у чудан нивоу користи нападач, а онај који се брани користи сото-уке блок.
Следећи ниво кумите тренинга јесте 'санбон кумите' (спаринг у три корака). Као што му и име говори изводи се у три корака. Исти је као и кихон кумите само се уместо пет изводи у три корака.
На средњем нивоу (обично изнад 5. кјуа), од каратеке се очекује да научи 'ипон кумите' (спаринг из једног корака). Иако се састоји из само једног корака много је напреднији јер омогућава разноврсније нападе и блокове. Такође захтева од оног који се брани да уради мању правовремену контру, која може бити било шта, укључујући ударце, хватање и бацања.
Следећи ниво кумите-а је 'џију ипон кумите' (спаринг из једног корака у слободно стилу) (Цутому Охшима каже у својој књизи „Белешке о трнингу“ да је џију ипон кумите најреалнији тренинг у шотокан каратеу, као и да је реалнији од џију кумитеа). Готово је исти као и ипон кумите али захтева да каратека буде у покрету. Вежбање помаже у унапређивању џију кумитеа (спаринг слободним стилом), а пружа и прилику за вежбање већих контри.
Обично, задњи елемент спаринга који се уводи јесте џију кумите (слободни спаринг) где учесници могу слободно да користе било коју карате технику или комбинацију напада, а противник је слободан да избегава, блокира или напада по слободној вољи. Традиција у шотокан каратеу је таква да џију кумите користи контролисани контакт са противником. Учесници се подстичу да остваре контакт са противником али да повуку свој напад након површинског додира. Ово омогућује да се нападне већи број циљних мета (укључујући лице, главу, грло и тело)и без рукавица, задржавајући висок степен безбедности учесника. Употреба бацања и рушења је дозвољена у слободном спарингу, али ипак борбе веома ретко укључују дуже рвање по поду јер се шотокан вежбачи уче да противника који је на земљи доврше ударцем или шутем.
Додатни метод тренинга који се обично уводи за више нивое јесте каишу ипон кумите. Почиње исто као и џију ипон кумите; један каратека именује напад који намерава да изведе, напада, а његов противник блокира и узвраћа контром. Вежба се често сматра тежом и од џију ипон кумитеа или слободног спаринга, јер противници немају могућност да се извуку на безбедну удаљеност.

## Ударци
Многи стилови сматрају да је битно да каратеке „повуку“ своје ударце. Карате тренинг је смишљен да омогући његовим вежбачима способност разорне снаге кроз технике као што су ударци и шутеви. Често циљ тренинга је да сваки ударац буде довољан да убије противника. Али, с обзиром да је ово немогуће извести у пракси, тј. спарингу, карате ученици теже да задају ударце са максималном снагом и брзином али их заустављају у моменту контакта (или непосредно пре њега, на нижим степенима искуства) како се противник не би повредио. Далеко од тога да је овакав спаринг бескористан, напротив, он вишеструко повећава контролу над ударцима, што је непроцењива вештина у комбинацији са способношћу задавања снажних удараца.
Неки стилови каратеа (нпр. Фул Контакт Карате) више се фокусирају на спаринг под пуном заштитном опремом, како би ударци могли да се задају са максималном снагом. Већина карате клубова и стилова користи делом спаринг са контролом и спаринг са заштитном опремом (од употребе само рукавица до пуне заштите за груди и главу). Чак и у фул-контакт каратеу, ударци се повлаче до одређеног степена како би се минимализовале повреде ученика. Многи верују да вежбање било ког од ова два типа спаринга помаже развоју контроле и искуства у задавању снажних удараца. Па ипак, многи вежбачи фул-контакт каратеа сматрају да фул-контакт и ударци треба да буду заступљени што више, јер повлачење удараца може имати негативан ефекат на снагу ударца карате вежбача.
Међутим, неклико традиционалних клубова који не користе скоро никакву заштитну опрему за спаринг (осим заштите за препоне и уста, која штити од случајних повреда) сматрају да каратека неће моћи да зада свој најснажнији ударац кад спарингује у доџоу (против пријатеља којег свакако не жели да убије) чак и ако противник буде носио заштитну опрему. И зато, каратека ће и даље користити неки ниво контроле, као што је очигледно и неопходно, и неће моћи заиста ухватити дух смртоносног ударца док спарингује. Осим за самоодбрану када је у питању живот или смрт, дух и снага појединачног смртоносног ударца може се постићи само кад каратека не мора да избегава да повреди свог тренинг партнера. Стога, традиционалисти сматрају да нема користи осим од спарингу са снажнијим ударцима.

## Такмичење
У неким формама кумите такмичења, технике ударца руком (цуки)и шута (гери) су дозвољене на глави (јодан) и абдомену (чудан). Један пример система поентирања је тај да први такмичар који освоји осам поена у три минуте побеђује.
Кумите је кључни део карате тренинга, и слободан спаринг се често доживљава као узбудљив, јер оба противника морају да реагују и да се прилагођавају један другом веома брзо.
На турнирима кумите се одржава у окруженом борилишту налик боксерском рингу. Ако каратека иступи изван ринга добија упозорење, али ако иступи три пута, често бива дисквалификован. Многи међународни турнири користе „поен спаринг“ форму кумитеа која захтева контролу (повлачење ударца) и стога се упозорења могу доделити за претерану силу за технике на глави, или осетљивим местима. Фул-контакт је дозвољен само на торзоу. Нека турнирска правила дозвољавају благи контакт са главом, док друга правила ово не дозвољавају.
Кумите такође укључује и серију 'оквира' који ако се прате, резултују у чистој и безбедној борби. Ово су неки од тих оквира:
- Каратека мора бити у неком од облика правилног борбеног става и у Кама-те позицији (руке подигнуте, позиција спремна за борбу)
- Каратека мора бити свестан свих препрека око њега
- Каратека не сме никад намерно угрозити себе окрећући леђа противнику
- Увежбани и добро истренирани каратека се мора концентрисати на став и рад ногу

Напомена о ставу и раду ногу: сматра се да каратека који жели да буде брз и агилан док ради кумите, мора стално 'пулсирати.' Пулсирање значи да каратека скакуће на прстима одржавајући минималан контакт са подом, што му омогућује да се креће брзо.
Још један аспект кумитеа који се често виђа на међународним турнирима, као и многим локалним такмичењима је ситуација када оба такмичара ураде технику истовремено, често резултујући да оба буду погођена. Ово ствара проблем судијама јер нису увек у могућности да одреде која техника је била брза, погодила мету и тргнула назад - све елементи који чине чисту технику која поентира. Због овога, за већину данашњих каратека се верује вежба један за један ситуације у којима прво један напада, затим други, и тако у круг. Међутим, услед брзине техника, и брзине рада ногу сваког од каратека, обичном посматрачу се може се и даље чинити да су технике истовремене мада није тако. Када такмичари ураде технику истовремено, главни судија ће прогласити „аиучи“, термин позајмљен из иаидоа (јапанског мачевања) који значи да се технике не бодују. Када је победник одлучен, судија ће прогласити нокачи, што значи победник. 
Турнирска правила фул-контакта карате стилова чето не додељују поене за контролисане технике. У ствари, поени се не додељују ни за технике изведене максималном снагом, већ се поени додељују за рушење, чишћење и бацање противника на под. Кјокушинкаи и његови огранци обично промовишу оваква турнирска правила. Они верују да су оваква такмичења ближа стварној борби.

### Поени
Већина асоцијација школа каратеа користе следеће бодовну шему:
1 поен: ударац у противников абдомен или главу са песницама
2 поена: шут у противников абдомен
3 поена: шут у противникову главу
Међународна такмичења у оквиру Светске Карате Федерације укључује следећу бодовну шему:
2 поена: ударац или шут у противникова леђа
3 поена: чишћење/рушење са пропратном техником као што је гажење или ударац 1
1: Свако чишћење/рушење које не испрати техника може се прогласити као опасна техника и може резултовати у опомени такмичару који уради чишћење/рушење